# Kokonjärvi (sjö i Finland, lat 61,02, long 23,72)
Kokonjärvi är en sjö i Finland. Den ligger i kommunerna Urdiala och Forssa i landskapen Birkaland och Egentliga Tavastland, i den södra delen av landet, 110 km nordväst om huvudstaden Helsingfors. Kokonjärvi ligger 107,5 meter över havet. I omgivningarna runt Kokonjärvi växer i huvudsak blandskog. Arean är 4,62 kvadratkilometer och strandlinjen är 15,41 kilometer lång. Sjön  ingår i Kumo älvs huvudavrinningsområde. 